# Ocidental Mindoro
Ocidental Mindoro é um província de  segunda classe de renda da província (d) na região Mimaropa (Região IV-B), nas Filipinas. De acordo com o censo de 1 de maio  de  2020 possui uma população de 525 354 pessoas e 110 275 domicílios.  A sua capital é Mamburao.

## Subdivisões
Municípios
- Abra de Ilog
- Calintaan
- Looc
- Lubang
- Magsaysay
- Mamburao
- Paluan
- Rizal
- Sablayan
- San Jose
- Santa Cruz